# La Quinte
La Quinte – miejscowość i gmina we Francji, w regionie Kraj Loary, w departamencie Sarthe.
Według danych na rok 1990 gminę zamieszkiwało 505 osób, a gęstość zaludnienia wynosiła 57 osób/km² (wśród 1504 gmin Kraju Loary La Quinte plasuje się na 839. miejscu pod względem liczby ludności, natomiast pod względem powierzchni na miejscu 1051.).